# العلاقات السويدية القطرية
العلاقات السويدية القطرية هي العلاقات الثنائية التي تجمع بين السويد وقطر.

## مقارنة بين البلدين
هذه مقارنة عامة ومرجعية للدولتين:
| وجه المقارنة                                              | السويد                                                                               | قطر           |
| --------------------------------------------------------- | ------------------------------------------------------------------------------------ | ------------- |
| المساحة (كم2)                                             | 450.30 ألف                                                                           | 11.44 ألف     |
| عدد السكان (نسمة)                                         | 10.16 مليون                                                                          | 2.64 مليون    |
| الكثافة السكانية (ن./كم²)                                 | 22.56                                                                                | 230.77        |
| العاصمة                                                   | ستوكهولم                                                                             | الدوحة        |
| اللغة الرسمية                                             | اللغة السويدية، لغات السامي، اللغة الفنلندية، منكيلي، اللغة الرومنية، اللغة اليديشية | اللغة العربية |
| العملة                                                    | كرونة سويدية                                                                         | ريال قطري     |
| الناتج المحلي الإجمالي (بليون دولار)                      | 538.04 مليار                                                                         | 167.61 مليار  |
| الناتج المحلي الإجمالي (تعادل القوة الشرائية) بليون دولار | 469.01 مليار                                                                         | 316.40 مليار  |
| الناتج المحلي الإجمالي الاسمي للفرد دولار أمريكي          | 50.58 ألف                                                                            | 73.65 ألف     |
| الناتج المحلي الإجمالي للفرد دولار أمريكي                 | 45.30 ألف                                                                            | 141.54 ألف    |
| مؤشر التنمية البشرية                                      | 0.907                                                                                | 0.850         |
| رمز المكالمات الدولي                                      | +46                                                                                  | +974          |
| رمز الإنترنت                                              | .se                                                                                  | .qa           |
| المنطقة الزمنية                                           | توقيت وسط أوروبا، ت ع م+01:00، ت ع م+02:00، أوروبا/ستوكهولم ‏                         | ت ع م+03:00   |

## منظمات دولية مشتركة
يشترك البلدان في عضوية مجموعة من المنظمات الدولية، منها:
| علم المنظمة | اسم المنظمة                               | تاريخ انضمام السويد | تاريخ انضمام قطر |
| ----------- | ----------------------------------------- | ------------------- | ---------------- |
|             | يونسكو                                    | 23 يناير 1950       | 27 يناير 1972    |
|             | وكالة ضمان الاستثمار متعدد الأطراف        | 12 أبريل 1988       | 22 أكتوبر 1996   |
|             | الأمم المتحدة                             | 19 نوفمبر 1946      | 21 سبتمبر 1971   |
|             | الاتحاد البريدي العالمي                   | ?                   | ?                |
|             | البنك الدولي للإنشاء والتعمير             | 31 أغسطس 1951       | 25 سبتمبر 1972   |
|             | المنظمة الهيدروغرافية الدولية             | ?                   | ?                |
|             | الاتحاد الدولي للاتصالات                  | 1866                | 27 مارس 1973     |
|             | منظمة حظر الأسلحة الكيميائية              | ?                   | ?                |
|             | مؤسسة التمويل الدولية                     | 20 يوليو 1956       | 11 أكتوبر 2008   |
|             | المركز الدولي لتسوية المنازعات الاستشارية | 28 يناير 1967       | 20 يناير 2011    |
|             | منظمة التجارة العالمية                    | 1995                | ?                |
|             | منظمة الشرطة الجنائية الدولية             | ?                   | ?                |

## أعلام
هذه قائمة لبعض الشخصيات التي تربطها علاقات بالبلدين:
- غوران بندي (دبلوماسي سويدي، 10 يونيو 1921 – 8 أغسطس 2018)

## وصلات خارجية
- موقع وزارة الخارجية السويدية
- موقع وزارة الخارجية القطرية